# Gunnar Ardelius
Lars Gunnar Ardelius, född 23 maj 1981 i Solna församling, är en svensk författare och översättare. Sedan 2022 är han generalsekreterare på Sveriges Museer. 

## Biografi
Ardelius är uppvuxen nära Brunnsviken i Bergshamra, Solna kommun. På universitetet studerade han litteraturvetenskap och pressvetenskap. Han har även läst på Biskops-Arnö skrivarlinje. 
I mars 2006 debuterade han med ungdomsboken Jag behöver dig mer än jag älskar dig och jag älskar dig så himla mycket. Den blev även översatt till ett antal språk, bland annat engelska, franska och tyska. Samma år blev den även nominerad till Augustpriset och fick utmärkelsen slangbellan. Romanen filmatiserades som kortfilm 2012 i regi av Maria Eng.
Debuten följdes av När du blundar tittar jag 2007 och Bara kärlek kan krossa ditt hjärta 2010. Den sistnämnda är en fristående fortsättning på Jag behöver dig mer än jag älskar dig och jag älskar dig så himla mycket.
Ardelius debuterade som vuxenromanförfattare med Friheten förde oss hit 2012. Romanen nominerades till Tidningen Vi:s litteraturpris 2012 med motiveringen "Lågmält och med stor pregnans gestaltar Gunnar Ardelius ett intensivt mänskligt drama som kretsar kring närhet, avstånd och makt." I september 2014 utkom Ardelius' femte bok, Vill ha dig så illa och 2018 kom ungdomsromanen Tjuren från Solna..
Mellan åren 2012 och 2018 var Ardelius ordförande för Sveriges Författarförbund. Han var verksamhetschef för Ideell kulturallians innan han 2022 tillträdde som generalsekreterare för Sveriges museer.
Han är gift med författaren Elin Cullhed och tillsammans har de tre barn och är bosatta i Uppsala. Lars Ardelius är Gunnar Ardelius farfars bror.

## Översättningar
- Sortland, Bjørn; Ardelius Gunnar (2008). Vad är så skört att det bryts om du säger dess namn?. Huddinge: X Publishing. Libris 10628655. ISBN 9789185763030
- Sortland, Bjørn; Ardelius Gunnar (2009). Alla har ett hungrigt hjärta. Huddinge: X Publishing. Libris 11640773. ISBN 9789185763078
- Skomsvold, Kjersti Annesdatter; Ardelius Gunnar (2010). Ju fortare jag går, desto mindre är jag. Stockholm: Gilla böcker. Libris 11862490. ISBN 978-91-86634-01-8
- Moursund, Jill; Ardelius Gunnar (2012). Min vän räven och jag. Stockholm: Hippo. Libris 12750504. ISBN 978-91-87033-05-6

## Priser och utmärkelser
- 2006 – Slangbellan